# Морейра, Ана
Ана Морейра (порт. Ana Moreira, 13 февраля 1980, Лиссабон) — португальская киноактриса.

## Биография
Начала сниматься на телевидении и в короткометражных фильмах ещё школьницей. В 1998 получила две свои первые премии за главную роль в полнометражной картине, была номинирована ещё на несколько. В 1999 была отмечена на Берлинале как восходящая звезда. В целом на нынешний день участвовала более чем в 20 фильмах, снималась в Португалии, Испании, Бразилии.
Активно снимается в сериалах, в частности, появилась в роли Инес де Кастро в историческом телесериале Педру и Инес (2005-), в приобретшем популярность сериале Глаза в глаза (2008-) и др.
Помимо португальского, владеет испанским, итальянским и русским языками. В фильме Транс (2006) исполнила роль русской и говорит по-русски.

## Избранная фильмография
- 1998: Мутанты/ Os Mutantes (Тереза Виллаверде, ; Гран-при на Средиземноморском КФ в Бастии, номинация на Золотой глобус за лучшую женскую роль, премия за лучшую женскую роль МКФ в Таормине)
- 2000: Слишком поздно/ Tarde Demais (Жозе Нашименту)
- 2001: Вода и соль/ Água e Sal (Тереза Виллаверде)
- 2002: Rasganço (Ракел Фрейре)
- 2003: O Fascínio (Жозе Фонсека-и-Кошта)
- 2004: Адриана/ Adriana (Маргарида Жил; Золотой глобус 2006 за лучшую женскую роль)
- 2005: Имена Алисии/ Los nombres de Alicia (Пилар Руис-Гутьеррес)
- 2006: Транс/ Transe (Тереза Виллаверди; номинация на Золотой глобус за лучшую женскую роль)
- 2007: O Capacete Dourado (Жоржи Крамис; номинация на Золотой глобус за лучшую женскую роль)
- 2007: Agora Tu (Жанна Вальц, короткометражный)
- 2008: Обреченная любовь/ Um Amor de Perdição (Мариу Баррозу)
- 2009: Северный двор/ A Corte do Norte (Жуан Ботелью; номинация на Золотой глобус за лучшую женскую роль)
- 2009: Португальская монахиня/ A Religiosa Portuguesa (Эжен Грин)
- 2009: Истории Алисы/ Histórias de Alice (Освалду Калдейра)
- 2010: Фильм неуспокоенности (Жуан Ботелью, по Книге неуспокоенности Фернандо Пессоа)
- 2011: Пятнадцать точек души/ Quinze Pontos na Alma (Висенти Алвиш ду О)
- 2012: Табу/ Tabu (Мигел Гомеш; номинация на Золотой глобус за лучшую женскую роль)
- 2013: Theatrum Orbis Terrarum (Саломе Ламаш, короткометражный)
- 2014: Os Maias — Cenas da Vida Romântica (Жуан Ботелью)